# Euneomys
Az Euneomys az emlősök (Mammalia) osztályának rágcsálók (Rodentia) rendjébe, ezen belül a hörcsögfélék (Cricetidae) családjába tartozó nem.

## Rendszerezés
A nembe az alábbi 4 faj tartozik:
- Euneomys chinchilloides Waterhouse, 1839 - típusfaj
- Euneomys fossor Thomas, 1899
- Euneomys mordax Thomas, 1912
- Euneomys petersoni J. A. Allen, 1903